# Batissa inflata
Batissa inflata е вид мида от семейство Cyrenidae.

## Разпространение
Видът е разпространен в Индия (Никобарски острови).